# Балка Попова (притока Кам'янки)
Балка Попова — річка в Україні у Кропивницькому районі Кіровоградської області. Ліва притока річки Кам'янки (басейн Південного Бугу).

## Опис
Довжина річки 10 км, похил річки 5,0 м/км  площа басейну водозбіру 83,2 км² , найкоротша відстань між витоком і гирлом — 9,70  км, коефіцієнт звивистості річки — 1,03 . Формується декількома притоками та загатами.

## Розташування
Бере початок у селі Ручайки. Тече переважно на північний захід через селище Кам'янець і впадає у річку Кам'янку, ліву притоку річки Інгулу.

## Цікаві факти
- У XX столітті на річці існували газгольдери та газові свердловини[2], а у XIX столітті — багато вітряних млинів[1].